# Озеро Дерюгина
Озеро Дерюгина — солёное озеро лагунного типа на Северном острове архипелага Новая Земля. Расположено в пределах городского округа Новая Земля Архангельской области России.
Находится на восточном побережье острова на берегу залива Русанова Карского моря. Озеро вытянуто в северо-западном направлении, в верхней части в него впадает река.
Площадь зеркала — 3,1 км². Площадь водосборного бассейна — 63 км².
Озеро названо в 1925 году экспедицией Института по изучению Севера в честь гидробиолога, профессора Константина Михайловича Дерюгина.